# Kanton Saint-Herblain-Est
Der Kanton Saint-Herblain-Est war von 1982 bis 2015 ein französischer Wahlkreis im Arrondissement Nantes, im Département Loire-Atlantique und in der Region Pays de la Loire.
Der Kanton Saint-Herblain-Est umfasste den Ostteil der Stadt Saint-Herblain. 